# Metsaküla (Kasepää)
Metsaküla – wieś w Estonii, w prowincji Jõgeva, w gminie Kasepää.